# Robert Paul (Eiskunstläufer)
Robert Paul (* 2. Juni 1937 in Toronto; † 19. Dezember 2024 in Minneapolis) war ein kanadischer Eiskunstläufer, der im Paarlauf startete. 

## Karriere
Zunächst konzentrierte Robert Paul sich auf seine Karriere als Einzelläufer, begann 1952 jedoch als Partner von Barbara Wagner mit dem Paarlaufen. Trainiert wurde das Paar von Anfang an von Sheldon Galbraith.
Ihren ersten Erfolg bei nationalen Meisterschaften feierten Wagner und Paul 1954 mit dem Gewinn der Kanadischen Juniorenmeisterschaften im Paarlaufen. Zwei Jahre später konnten sie auch bei den Senioren den nationalen Titel erringen. Von da an bis zum Ende ihrer Amateurkarriere blieben sie bei Kanadischen Meisterschaften ungeschlagen und gewannen zwischen 1956 und 1960 fünfmal in Folge den Paarlauftitel.
Ebenfalls ungeschlagen blieben Paul und Wagner zwischen 1957 und 1960 bei den Eiskunstlauf-Weltmeisterschaften. Zudem gewannen sie 1957 und 1959 bei den Nordamerikanischen Eiskunstlaufmeisterschaften.
Bei den Olympischen Winterspielen 1960 in Squaw Valley brachen Paul und Wagner ihre Kür zunächst ab, da die Schallplatte beim Abspielen der Kürmusik sprang und sie irritierte. Sie durften jedoch neu beginnen und wurden mit einer fehlerlosen Kür unumstritten Olympiasieger. Sie waren damit die ersten Kanadischen Olympiasieger im Paarlaufen. Bis zu den Olympischen Spielen 2002 blieben sie auch das einzige kanadische Paar, dem ein Sieg bei Olympia gelang.
Nach dem erfolgreichen Jahr 1960 verließen Paul und Wagner den Amateursport, traten aber noch bis 1964 als Profis bei der Eisrevue Ice Capades auf.
Nach seiner Wettkampfkarriere wurde Paul Trainer und Choreograph. Zu seinen Schülern gehörten Peggy Fleming, Linda Fratianne und Dorothy Hamill. Auch die amerikanische Meisterin von 2008, Mirai Nagasu, wurde unter anderem von Paul betreut.

## Ergebnisse

### Paarlauf
(mit Barbara Wagner)
| Wettbewerb / Jahr          | 1955 | 1956 | 1957 | 1958 | 1959 | 1960 |
| -------------------------- | ---- | ---- | ---- | ---- | ---- | ---- |
| Olympische Winterspiele    |      | 6.   |      |      |      | 1.   |
| Weltmeisterschaften        | 5.   | 5.   | 1.   | 1.   | 1.   | 1.   |
| Kanadische Meisterschaften | 2.   | 1.   | 1.   | 1.   | 1.   | 1.   |